# 77.ª Divisão de Infantaria (Alemanha)
A 77ª Divisão de Infantaria (em alemão:77. Infanterie-Division) foi uma unidade militar que serviu no Exército alemão durante a Segunda Guerra Mundial.

## Comandantes
| Comandante                         | Data                                         |
| ---------------------------------- | -------------------------------------------- |
| Generalleutnant Walter Poppe       | 1 de fevereiro de 1944 - 25 de abril de 1944 |
| Oberst der Reserve Rudolf Bacherer | 25 de abril de 1944 - 1 de maio de 1944      |
| Generalleutnant Rudolf Stegmann    | 1 de maio de 1944 - 18 de junho de 1944      |
| Oberst der Reserve Rudolf Bacherer | 18 de junho de 1944 - ? de agosto de 1944    |

## Oficiais de operações
| Oberstleutnant Wolf Seiffert | 1 de março de 1944 - agosto de 1944 |

## Área de operações
| França | fevereiro de 1944 - agosto de 1944 |